# Calliopsis cazieri
Calliopsis cazieri är en biart som först beskrevs av Rozen 1958.  Calliopsis cazieri ingår i släktet Calliopsis och familjen grävbin. Inga underarter finns listade.